# Helen Britton

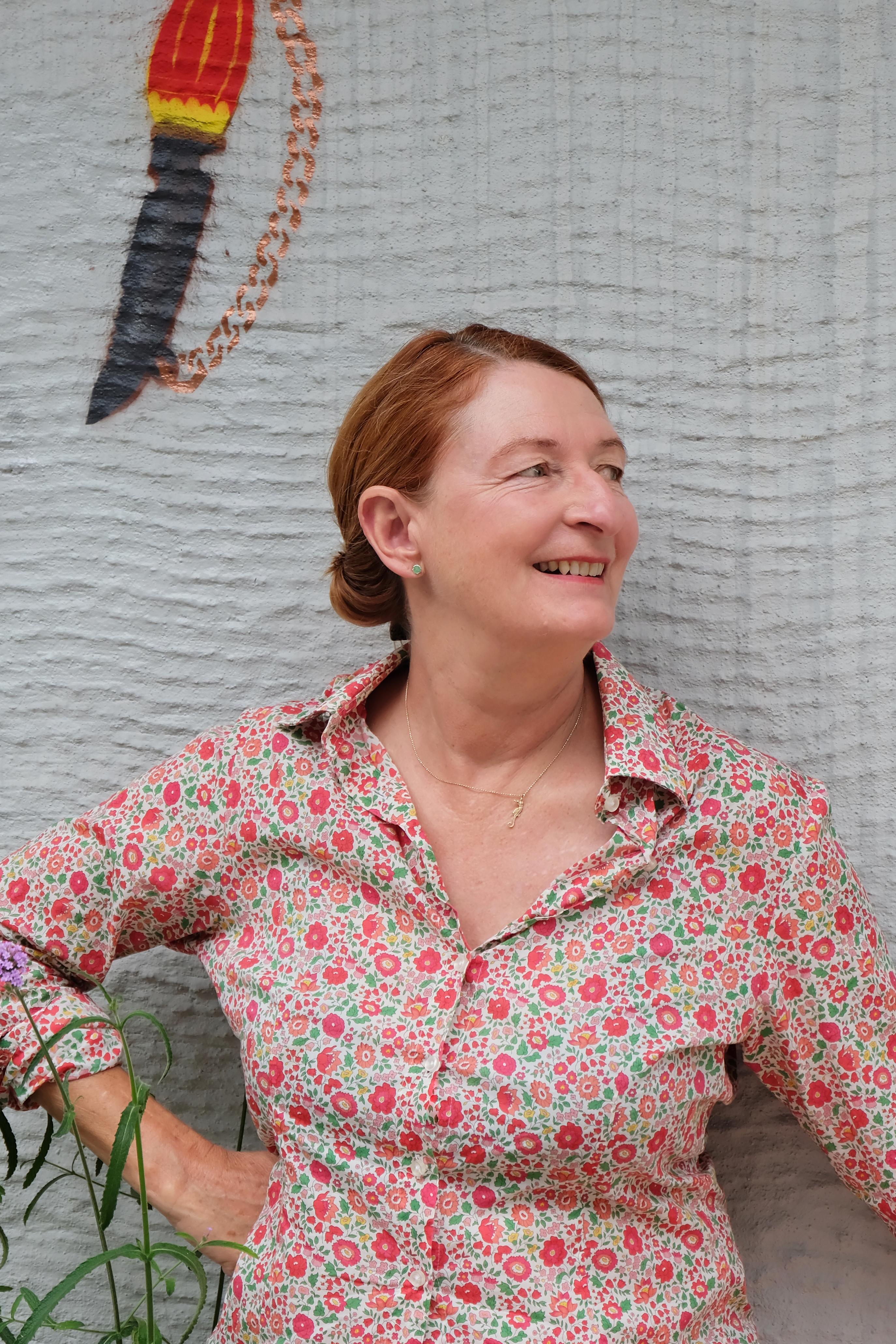
Helen Britton (2022)

Helen Britton (* 3. Mai 1966 in Lithgow) ist eine australische Künstlerin, die interdisziplinär arbeitet. Sie ist vor allem für ihre Schmuckkunst bekannt. Daneben zeichnet und malt sie und ist als Installationskünstlerin und als Bildhauerin tätig. Sie lebt und arbeitet in München.

## Leben und Werk
Britton studierte ab 1990 an der Edith Cowan University und ab 1995 an der Curtin University in West-Australien. Während des Studiums absolvierte sie Auslandssemester an der Akademie der bildenden Künste in München, am Sandberg Instituut in Amsterdam und an der San Diego State University. 1999 schloss sie das Studium mit einem Master ab. Anschließend studierte sie an der Kunstakademie in München bei Otto Künzli. Dieses Studium schloss sie 2005 ab.
Nach eigener Aussage entdeckte Britton, die als junge Frau bereits an größeren Installationen, Gemälden und Filmen arbeitete, mit 25 Jahren die Schmuckkunst. Zuvor hatte sie in ihrer künstlerischen Praxis und beim Herumschrauben an Motorrädern und Autos Erfahrungen in der Metallverarbeitung gemacht. Sie hat keine Ausbildung als Juwelierin, sondern eignete sich die benötigten Handwerkstechniken als Autodidaktin an.
2002 gründete sie zusammen mit David Bielander und Yutaka Minegishi eine Werkstatt in München.
Britton erarbeitete sich vor allem mit Schmuckobjekten internationale Anerkennung als zeitgenössische Künstlerin. Sie selbst legt Wert auf die Tatsache, dass sie in vielen Bereichen künstlerisch tätig ist. In ihrer Schmuckkunst arbeitet sie bevorzugt mit Metallen sowie bereits vorhandenen Objekten und Materialien, die sie auf spielerische Art und Weise in Bezug zueinander setzt. Dabei dokumentiert sie ihre Recherchen fotografisch und sieht die Fotografie als Grundstock und Teil ihres Werks.  Typisch für Britton ist ihr breit gefächertes Interesse z. B. an Geschichte, Materialien, Kultur. Sie sammelt gern und bezieht ihre Inspiration zum Teil aus ihrem umfangreichen Archiv, das u. a. aus deutschem und tschechischem Glasschmuck, Kostümen, Fotos und Zeichnungen besteht.
2013 stellte sie auf Einladung der Neuen Sammlung eine Retrospektive ihrer Arbeiten im Neuen Museum Nürnberg aus.
2019 bekam Britton eine außerordentliche Professur an der RMIT University in Melbourne. Im Herbst 2020 war sie Jurorin der Sonderschau „Schmuck“ der Handwerkskammer für München und Oberbayern.
2025 bestreitet Britton die zehnte Ausgabe der Reihe Living Treasures: Masters of Australian Craft, einer Initiative des Australian Design Centre. In der dazugehörigen Ausstellung The Story So Far beschäftigt sie sich mit der frühen Inspiration durch ihre Patentante. Die Tante brachte Helen Britton u. a. bei, Collagen herzustellen, Porzellan zu bemalen und Schmuck zu gestalten. Ausgehend von einem Foto-Essay thematisiert Britton die Welt der Frauen auf dem Land sowie Australiens koloniale Vergangenheit. Sie arbeitet dabei mit Malerei, Installationskunst, Zeichnungen, Objekten und Schmuck.

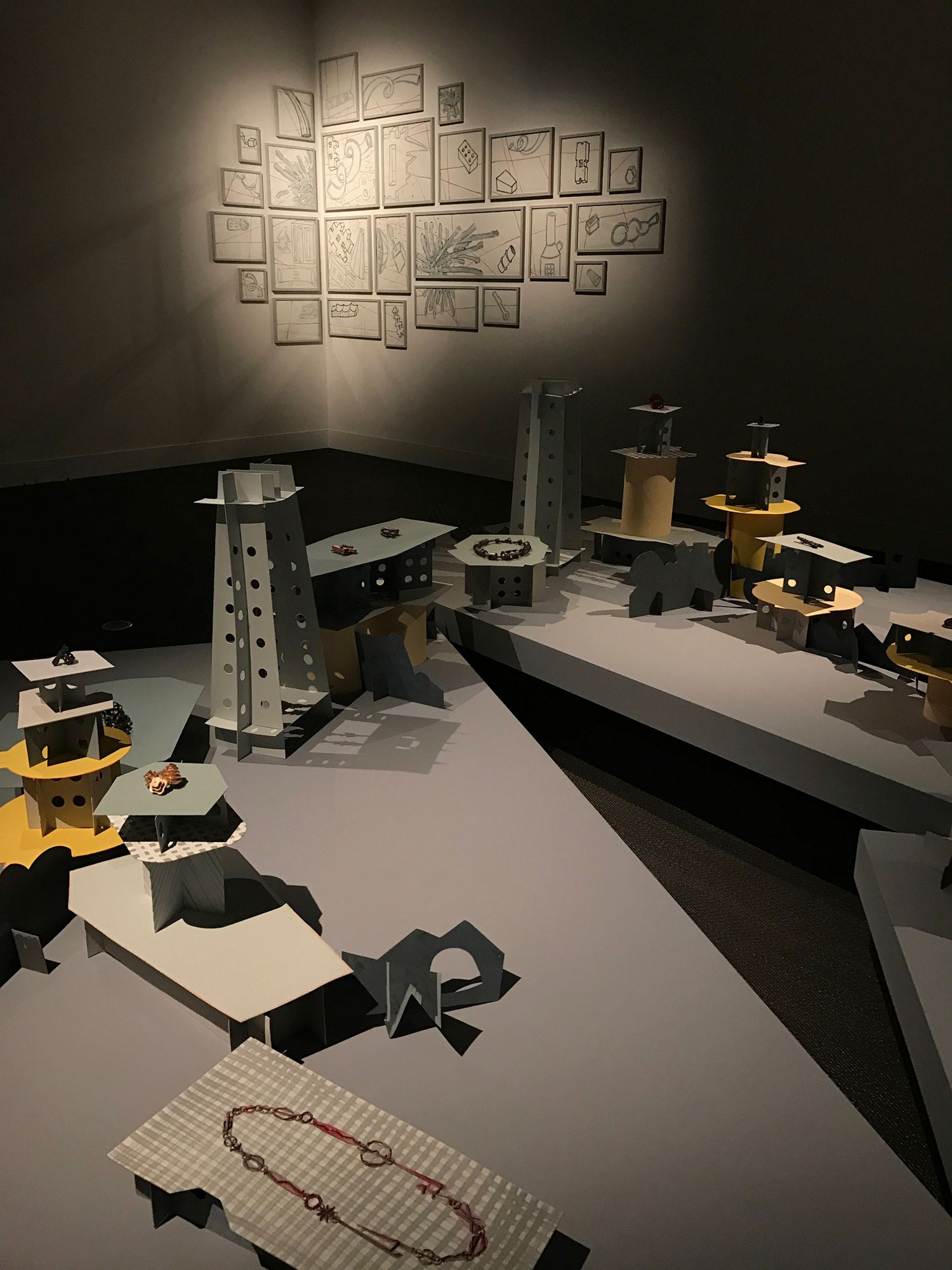
Ausstellungsansicht (2017)
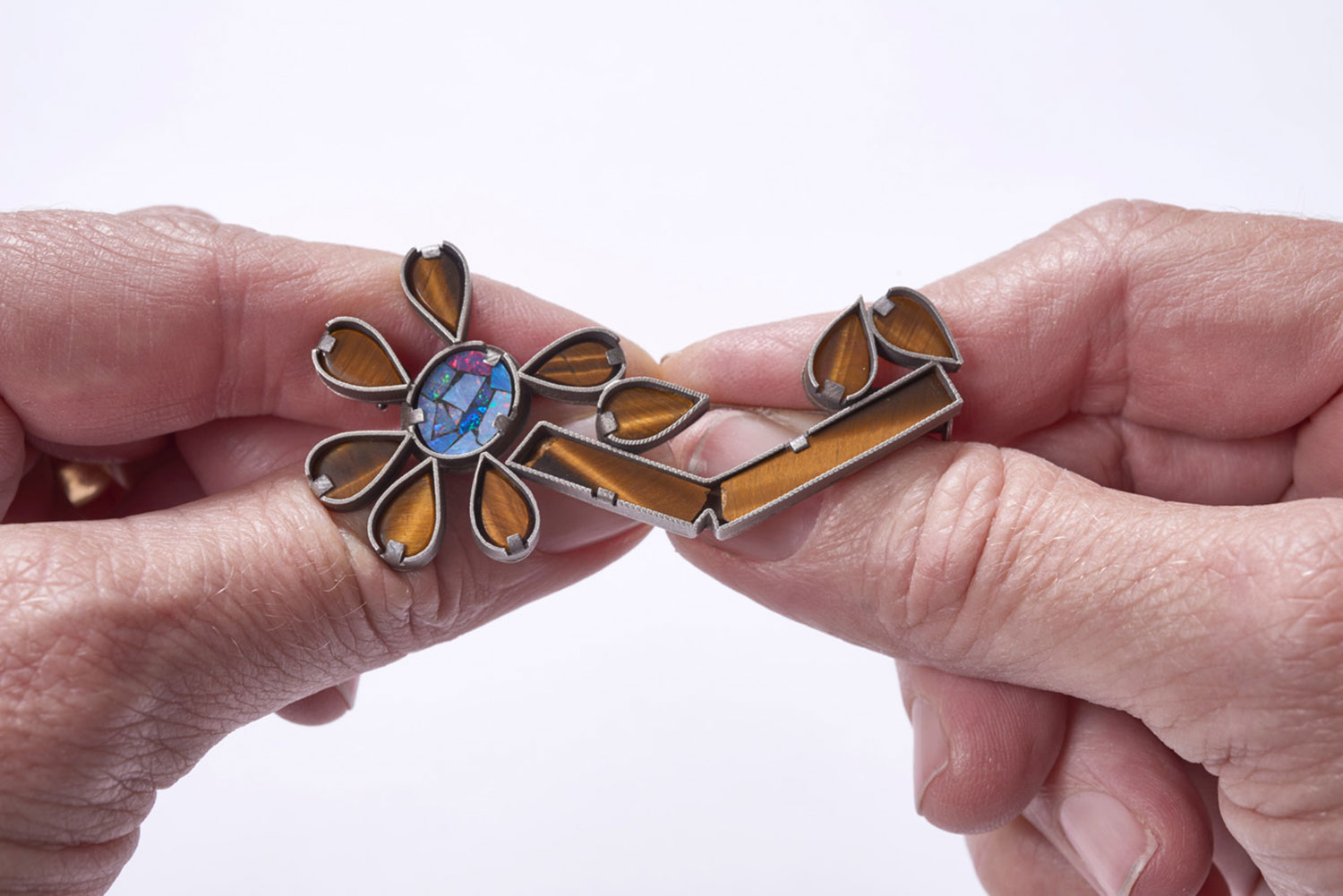
Schmuckobjekt (2020)
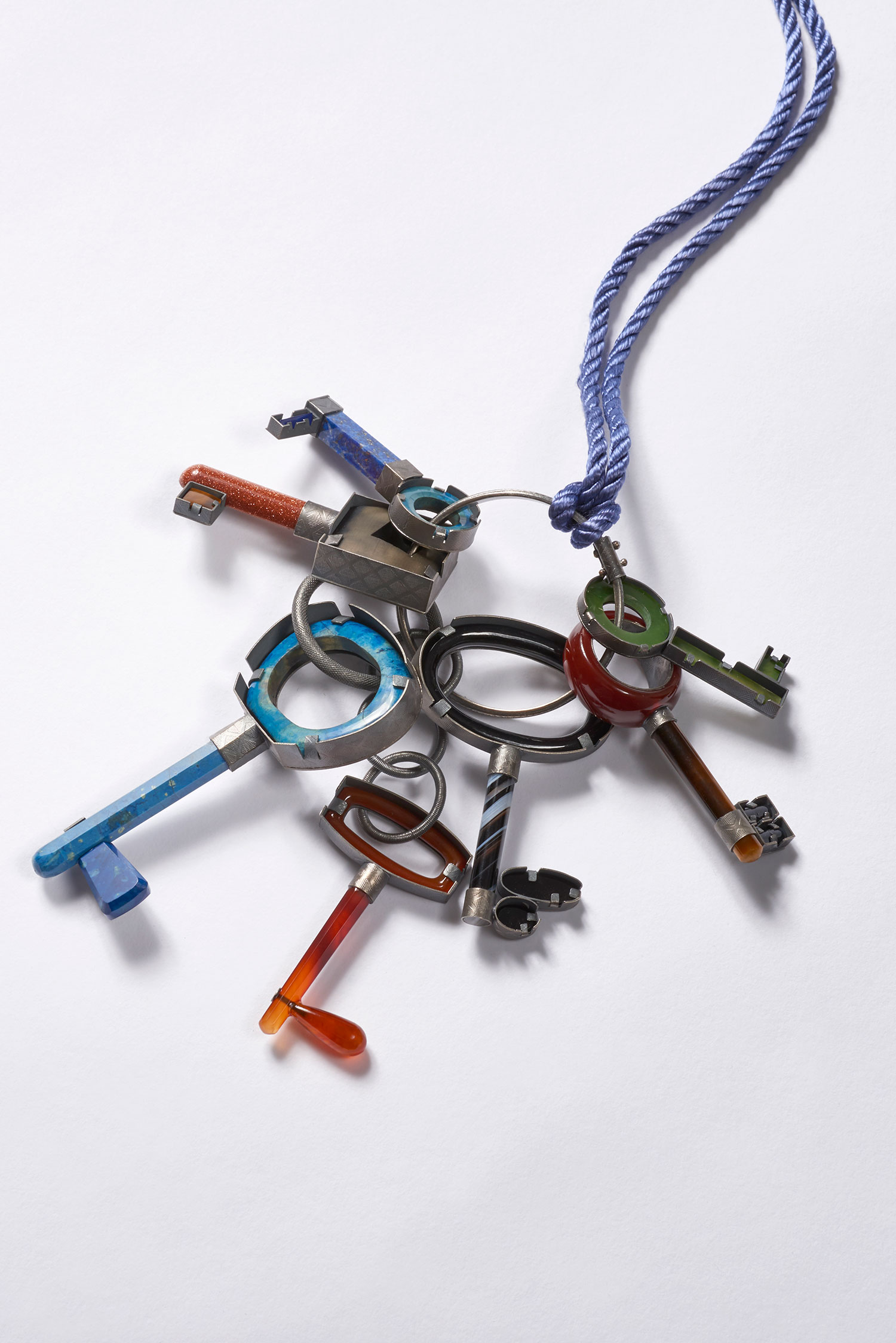
Schmuckobjekt (2020)
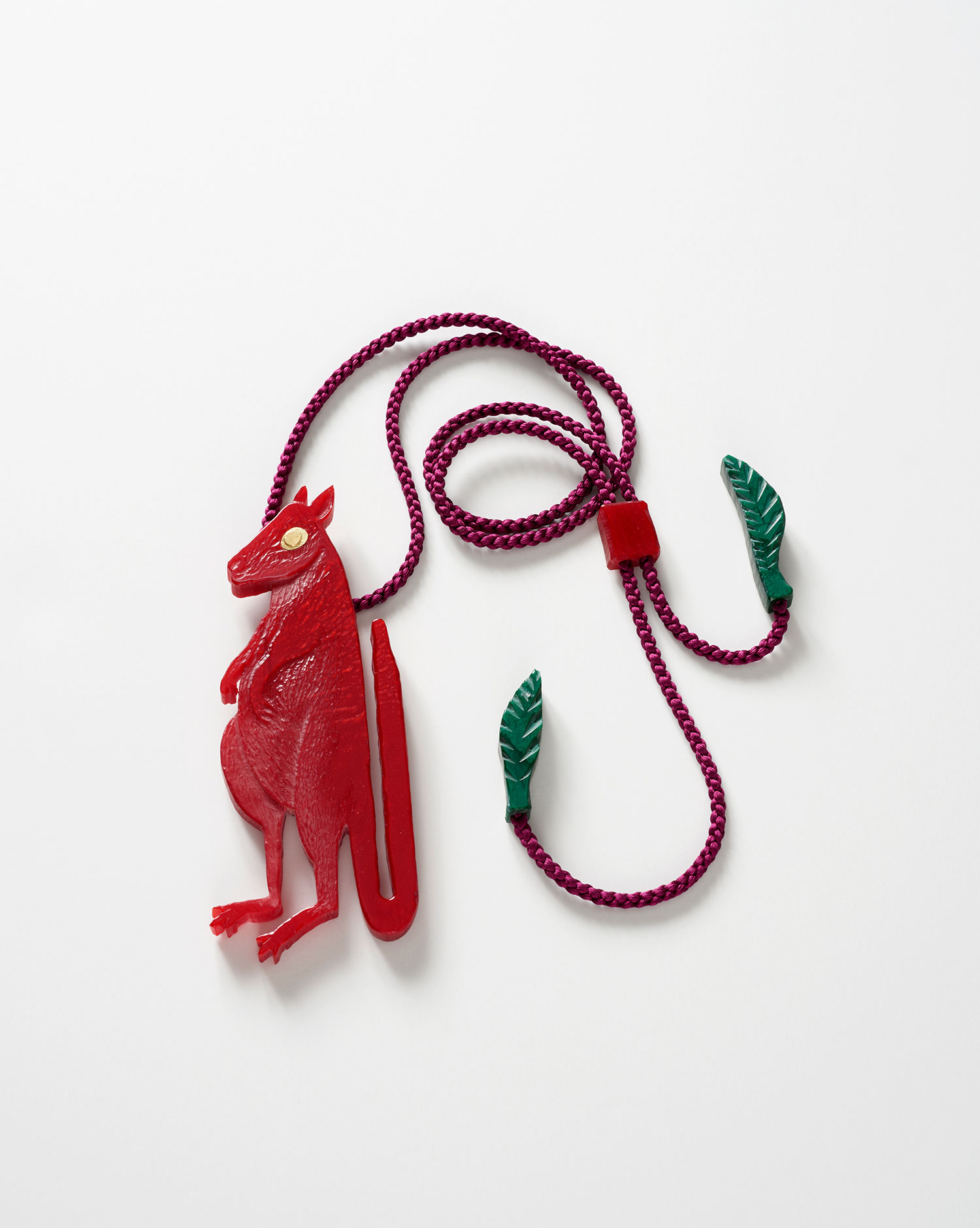
„Plastic Animal“ (2021)
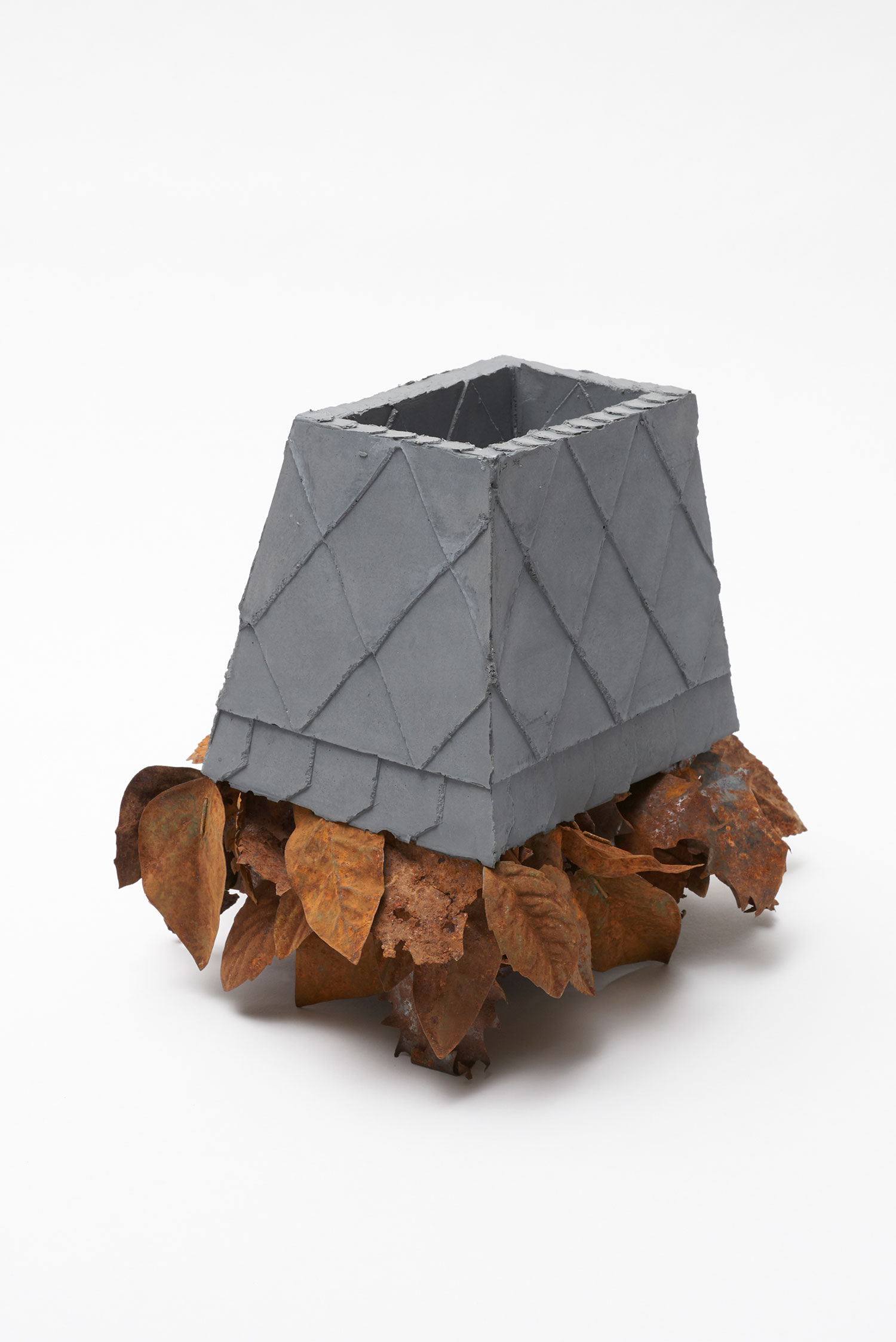
Skulptur „Forest“ (2022)

## Ausstellungen (Auswahl)

### Einzelausstellungen
- 1997: Savage Princess Comes to Town, Crawford Gallery, Sydney
- 1998: Works in Progress, San Diego State University
- 1999: Toxic Clouds and Cyberflowers, John Curtin Gallery, Curtin University of Technology, Perth
- 2001: Two Shinning Stars form the Southern Hemisphere, OONA-Galerie für Schmuck, Berlin
- 2002: Pink, Galerie Louise Smit, Amsterdam
- 2004: Crisscrossing, Galerie Hélène Porée, Paris
- 2005: Second Nature, Galerie Louise Smit, Amsterdam
- 2006: Urban Paradise Playground, Auckland War Memorial Museum, Neuseeland[15]
- 2007: Jewellery Machine, Galerie Beatrice Lang, Bern
- 2008: Chaos and Clean Shapes, Galerie Klimt 02, Barcelona
- 2008: Exempla, Internationale Handwerksmesse, München
- 2009: Somewhere Else Completely, Bayerischer Kunstgewerbeverein München
- 2010: Landscapes, Galerie Marianne Heller, Heidelberg[5]
- 2013: Helen Britton. The Things I See, Neues Museum, Nürnberg[16] (auf Einladung der Neuen Sammlung[4])
- 2017: Interstices, Lawrence Wilson Art Gallery/University of Western Australia, Perth, Australien[11]
- 2021: Helen Britton – The Dark Garden, Galleria Antonella Villanova, Foiano della Chiana[17]
- 2023: Stories from Elsewhere, Bibliothek des Pratt Institute[18]
- 2025: Helen Britton: The Story So Far / Living Treasures: Masters of Australian Craft, Australian Design Centre, Darlinghurst/Sydney[14]

### Gruppenausstellungen
- 2003: Silk purse from a sow’s ears – us Schyssdrägg Angge mache, zusammen mit David Bielander, Galerie Biró, München[19]
- 2014: Gifts from America: 1948–2013. Modern and contemporary applied arts from the Hermitage Museum Foundation (USA), Eremitage, St. Petersburg[20]

- 2020: Refracted Reality, Perth Institute of Contemporary Arts[21]

## Werke in Museen (Auswahl)
- Powerhouse Museum, Sydney, Abb.
- Metropolitan Museum of Art, New York, Abb.
- Curtin University of Technology, Perth
- Art Gallery of Western Australia, Perth
- Queensland Art Gallery, Brisbane, Abb.
- Die Neue Sammlung, Staatliches Museum für Angewandte Kunst, München, Abb.
- Pinakothek der Moderne, München[5]
- Stedelijk Museum, Amsterdam, Abb.
- Schmuckmuseum, Pforzheim[4]
- Auckland War Memorial Museum, Auckland, Neuseeland[15]
- National Gallery of Victoria, Australien, Abb.
- Victoria and Albert Museum, London, Abb.

## Veröffentlichungen (Auswahl)
- Helen Britton: Jewellery Life. Eigenverlag, München 2010, ISBN 978-90-815391-2-8.
- Urban Jewellery Event. In: Deganit Stern Schocken: How Many Is One: Jewellery/Objects/Installations, Arnoldsche 2021, ISBN 978-3-89790-607-5

## Auszeichnungen (Auswahl)
- 2005: Herbert-Hofmann-Preis
- 2006: Bayerischer Staatspreis München
- 2007: Erfurter Stadtgoldschmiedin[19]
- 2009: Stipendium der Prinzregent-Luitpold-Stiftung[5]
- 2013: Förderpreis für Schmuck der Landeshauptstadt München[22]
- 2022: Artiste en résidence an der École nationale supérieure d'art de Limoges[23]

## Film
- Hunter from Elsewhere – A Journey With Helen Britton. Dokumentarfilm, Deutschland, 2021, 97 Min., Regie: Elena Alvarez Lutz[24]